# Obrt
Obrt je samostalno i trajno obavljanje dopuštenih gospodarskih djelatnosti u skladu sa Zakonom. Djelatnost obavljaju fizičke osobe sa svrhom postizanja dobiti, koja se ostvaruje proizvodnjom, prometom ili pružanjem usluga na tržištu.
Obrtnik je fizička osoba koja obavlja jednu ili više djelatnosti u svoje ime i za svoj račun, a pritom se može koristiti i radom drugih osoba. Pri obavljanju obrta dopuštena je svaka gospodarska djelatnost koja nije zakonom zabranjena.
Obrti su u smislu Zakona o obrtu:
1. slobodni obrti za koje se kao uvjet za obavljanje ne traži stručna osposobljenost ili majstorski ispit,
2. vezani obrti za koje se kao uvjet za obavljanje traži stručna osposobljenost ili majstorski ispit,
3. povlašteni obrti koje obrtnik ili trgovačko društvo smije obavljati samo na temelju povlastice koju izdaje nadležno ministarstvo ovisno o vrsti obrta.